# Sao (cywilizacja)

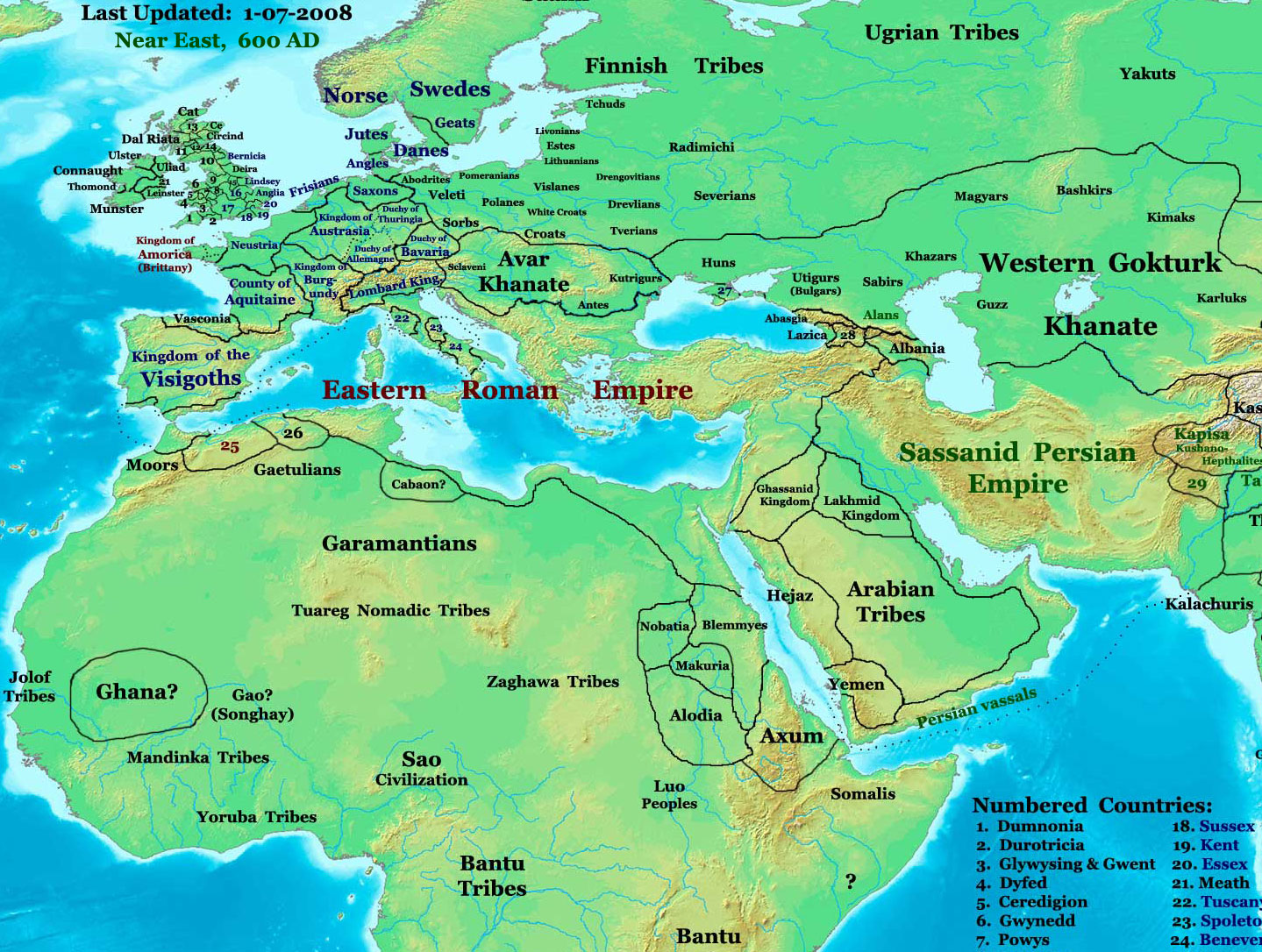
Sao na mapie Afryki Północnej

Sao albo So – cywilizacja afrykańska rozwijająca się między V a XV wiekiem na terenach dzisiejszego południowo-zachodniego Czadu, północnego Kamerunu i północno-wschodniej Nigerii, w rejonie jeziora Czad i rzeki Szari, na południowym skraju Sahary.
Niektórzy badacze twierdzą, że lud Sao może mieć związek z Hyksosami wypartymi przez posuwające się w górę doliny Nilu ludy arabskie wywodzącymi się z Bliskiego Wschodu, skąd wyemigrowali po upadku Asyrii w VII w. p.n.e. Inny pogląd wiąże lud Sao z oazą Bilma we wschodnim Nigrze, sześćset kilometrów na północ od Jeziora Czad, jeszcze inny wywodzi go znad samego jeziora Czad.
Szczyt rozwoju tej cywilizacji przypada na około IX wiek naszej ery. Pozostawiła po sobie wyroby z miedzi, brązu i żelaza. Największe znaleziska archeologiczne po Sao pochodzą z obszarów na południe jeziora Czad. Przypuszczalnie żyjące w basenie tego jeziora współczesne plemiona Buduma, Gamergu, Kanembu, Kotoko, Musgum i Logone-Birni są potomkami ludu Sao.